# Sulfuro de selenio
El sulfuro de selenio (también conocido como disulfuro de selenio, sulfuro de selenio (IV) o sulfuro selenioso) es un compuesto inorgánico de fórmula aproximada SeS2. Tanto el azufre como el selenio se unen fácilmente formando cadenas y anillos. Las mezclas del selenio y azufre dan lugar a numerosas "aleaciones". Este compuesto no es análogo al dióxido de azufre.

## Sulfuro de selenio medicinal
Comercialmente, el sulfuro de selenio se vende mezclado en champús como agente Antifúngico o antimicótico para el tratamiento de la caspa y de la dermatitis seborreica asociada con el hongo Malassezia. Los preparados al 1% están disponibles de forma general en productos cosméticos, pero al 2.5% se vende como producto farmacéutico. Los preparados al 2.5% de sulfuro de selenio también se utilizan para tratar la pitiriasis versicolor, un tipo de infección fúngica de la piel causada por una especie diferente de Malassezia.

## Composición química

Estructura de 1,2,3-Se_{3}S_{5}

El sulfuro de selenio tiene una composición aproximada a SeS2. Aun así, cuando es utilizado en formulaciones propietarias, no es un compuesto químico puro, es una mezcla donde la proporción global Se:S es de 1:2. Los compuestos son ciclos Se–S, donde los anillos contienen un número variable de átomos de S y Se, SenS8-n. El sulfuro de selenio puede causar decoloración del cabello y alterar el color de tintes del cabello. También puede decolorar joyas metálicas.